# Provaglio d'Iseo
Provaglio d'Iseo is een gemeente in de Italiaanse provincie Brescia (regio Lombardije) en telt 6164 inwoners (31-12-2004). De oppervlakte bedraagt 16,3 km², de bevolkingsdichtheid is 366 inwoners per km².

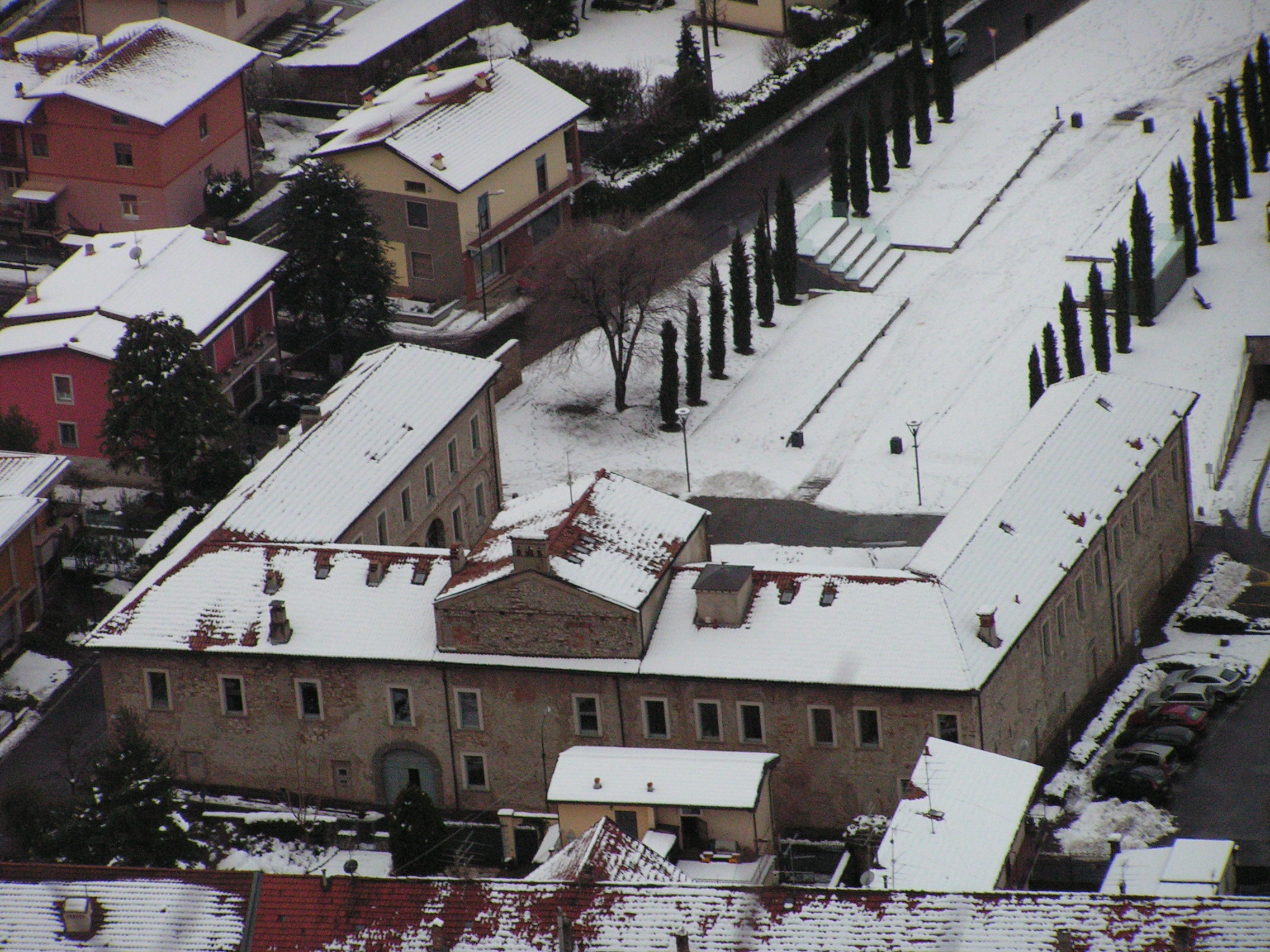
Uitzicht over Provaglio in de winter
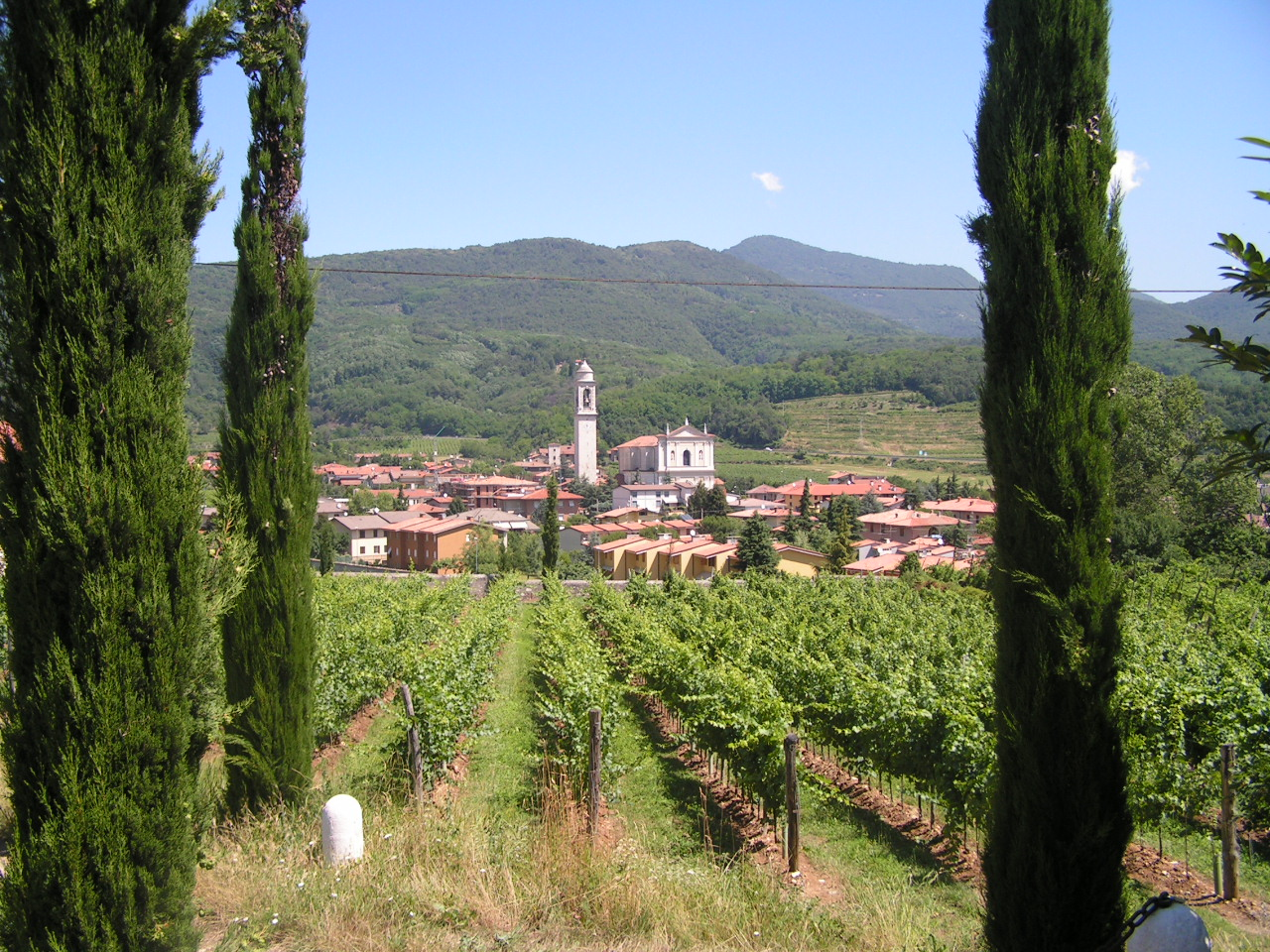
San Filastrio
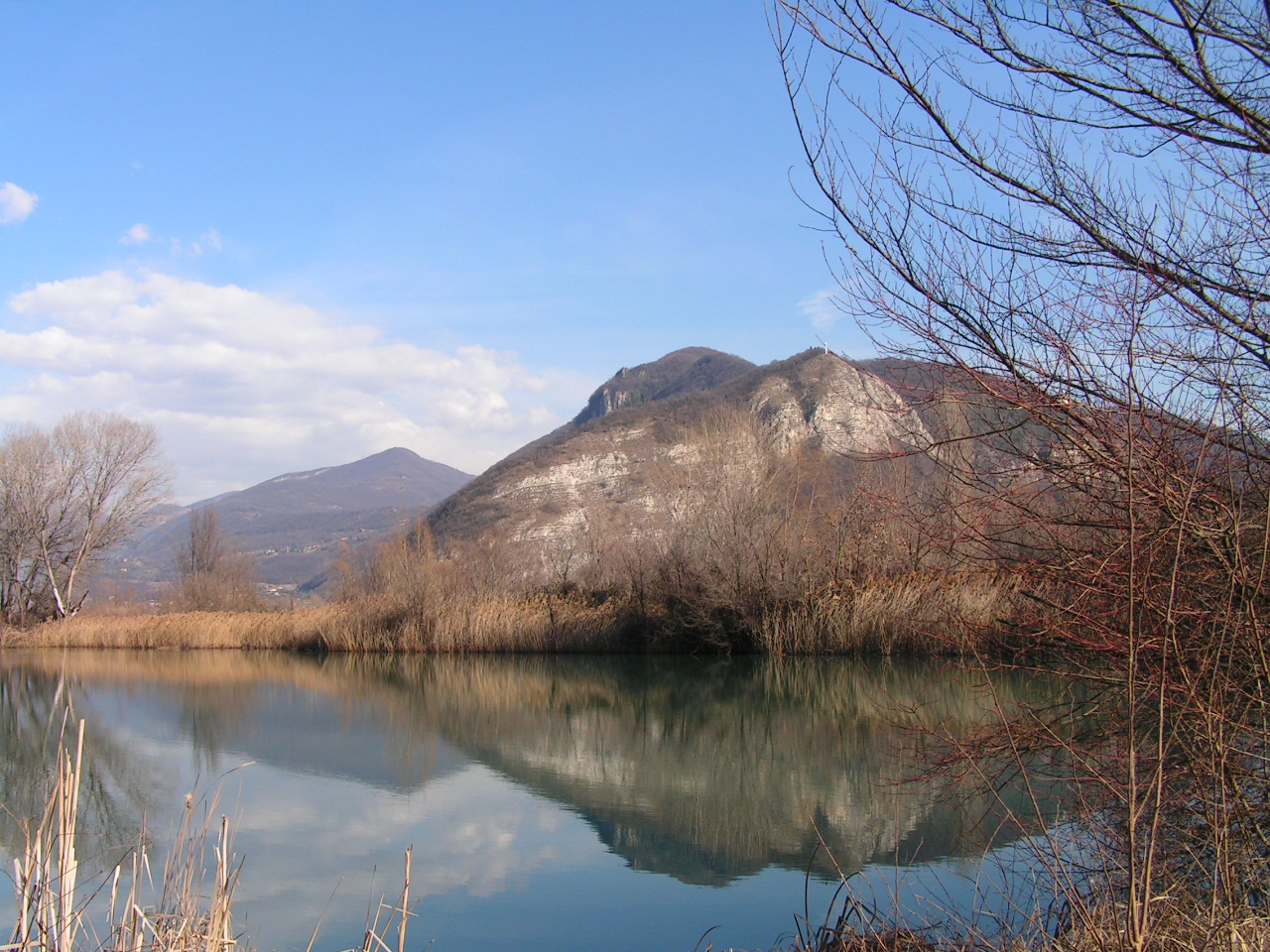
Natuurreservaat Torbiere, Provaglio d'Isea
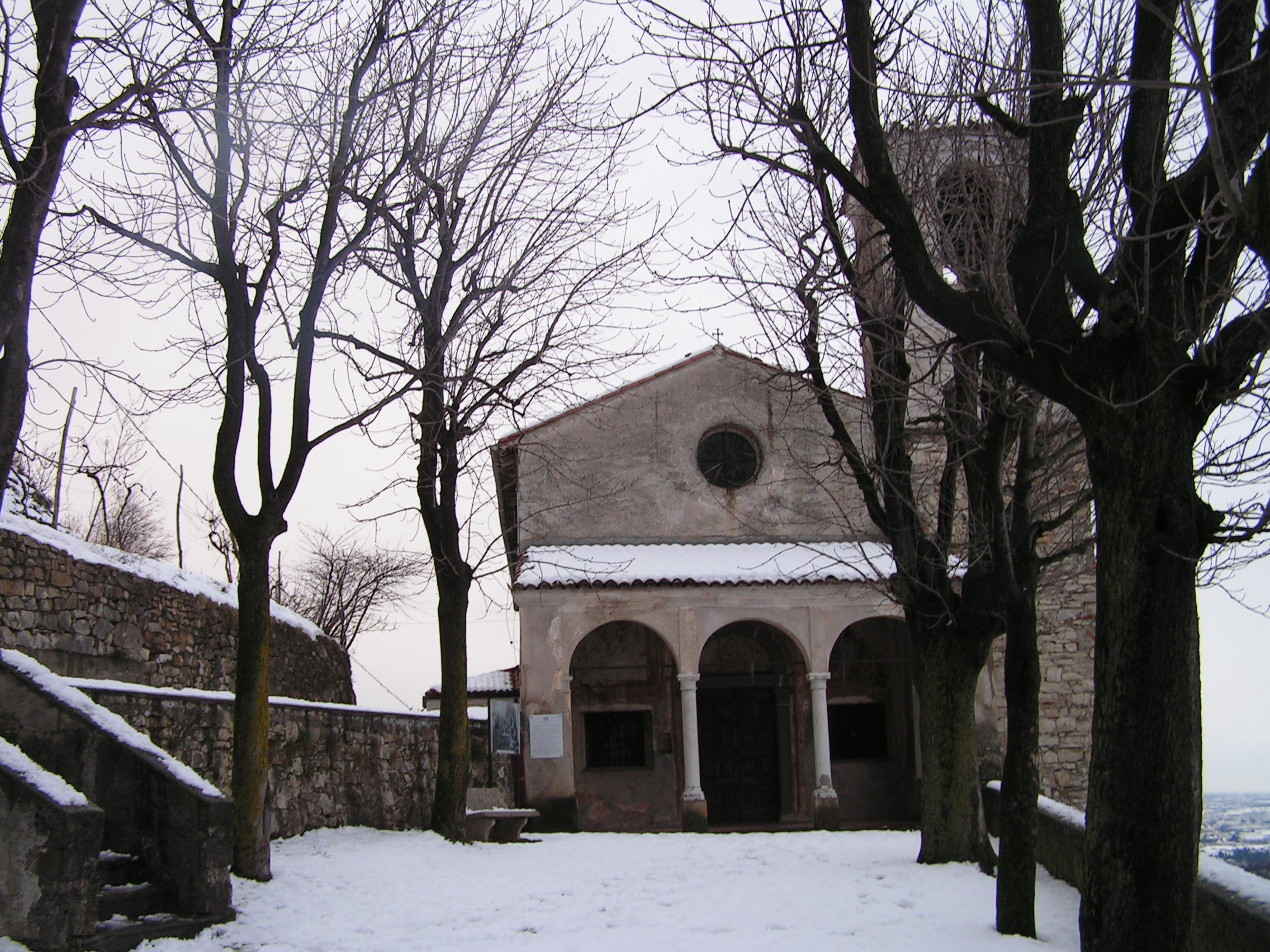
Madonna Del Corno Innevata

## Demografie
Provaglio d'Iseo telt ongeveer 2398 huishoudens. Het aantal inwoners steeg in de periode 1991-2001 met 14,8% volgens cijfers uit de tienjaarlijkse volkstellingen van ISTAT.
| Jaar | Inwoneraantal |
| ---- | ------------- |
| 1991 | 5128          |
| 2001 | 5885          |

## Geografie
Provaglio d'Iseo grenst aan de volgende gemeenten: Corte Franca, Iseo, Monticelli Brusati, Passirano.

## Geboren
- Pierfranco Vianelli (20 oktober 1946), wielrenner